# جورج كاسيدي (لاعب كرة قدم أسترالية)
جورج كاسيدي (بالإنجليزية: George Cassidy)‏ هو لاعب كرة قدم أسترالية أسترالي، ولد في 19 أغسطس 1905، وتوفي في 12 يناير 1985.

## وصلات خارجية
- جورج كاسيدي على موقع AustralianFootball.com (الإنجليزية)
- جورج كاسيدي على موقع AFLtables.com (الإنجليزية)